# Юмото, Синъити
Синъити Юмото (яп. 湯元 進一 Юмото Синъити, р. 4 декабря 1984 года) — японский борец вольного стиля, чемпион Азии, призёр Олимпийских, многократный чемпион Японии. Брат-близнец борца Кэнъити Юмото.

## Биография
Родился в 1984 году в городе Вакаяма префектуры Вакаяма. В 2010 году стал чемпионом Азии. В 2012 году принял участие в Олимпийских играх в Лондоне и стал обладателем бронзовой медали.